# Robert Kleine (Politiker)
Robert J. Kleine (* 8. Dezember 1941 in Washington, D.C.) ist ein US-amerikanischer Politiker. Von 2006 bis 2010 war er unter Governor Jennifer M. Granholm 43. State Treasurer of Michigan.
Er erlangte einen WIrtschaftsabschluss am Western Maryland College (jetzt McDaniel College) und einen Masterabschluss an der Michigan State University. Von 1975 bis 1984 war Kleine Direktor des Office of Revenue and Tax Analysis, wo er Michigans Single Business Tax mit formulierte.